# K.Will
K.Will（ケイウィル、케이윌、1981年12月30日 - ）は、韓国の男性歌手である。京畿道出身。本名はキム・ヒョンス。

## 概要
大学を中退して歌手の道に進み、アカペラグループやガイドボーカル、ボーカルトレーナーを経た2005年にドラマ「このろくでなしの愛」主題歌『夢(Dream)』（パク・ジニョン作詞、パク・ジニョン、パン・シヒョク作曲）を担当する。
2007年3月にパン・シヒョクプロデュース、パク・ジニョン作詞・作曲の『左側の胸（왼쪽 가슴）』で正式デビューする。秘蔵曲を提供したパクはK.willについて「才能・努力・個性の三拍子が揃った今まで私が待っていた歌手だ」とその才能を絶賛した。デビュー当時につけられたあだ名は「男マライア・キャリー」であった。
2008年12月発売の『Love119（Feat. MCモン）』がヒットする。
2009年3月に発表したミニアルバム『涙ぽろぽろ』収録曲『少女、愛に出会う』では少女時代のティファニーとデュエットで共演した。タイトル曲の『涙ぽろぽろ』のMVには同じく少女時代のユリが出演した。

## 人物・エピソード
大学2年の時に入隊したが、肩の脱臼が原因で4級公益勤務要員に配置された。
東方神起のデビュー曲『HUG』にコーラスで参加している。
2009年の韓国版「花より男子」サウンドトラック『My Everything』で俳優イ・ミンホのボーカルトレーナーを担当した。
バラエティ番組「週刊アイドル」において、公表身長は178cmだが、実際は176cmであると告白した。ただし、司会者が計測した数値は174.5cmであった。
ボーイズIIメンに強い影響を受けており、アルバムのカセットテープが切れるほど聴き込んでいる。他にも影響を受けたアーティストとしてソリッドやブライアン・マックナイトを挙げており、かつてブライアンにあやかって付けられた「ブライアン・ヒョンナイト」というあだ名はファンクラブの名称にもなっている。